# Manila Metropolitan Theater

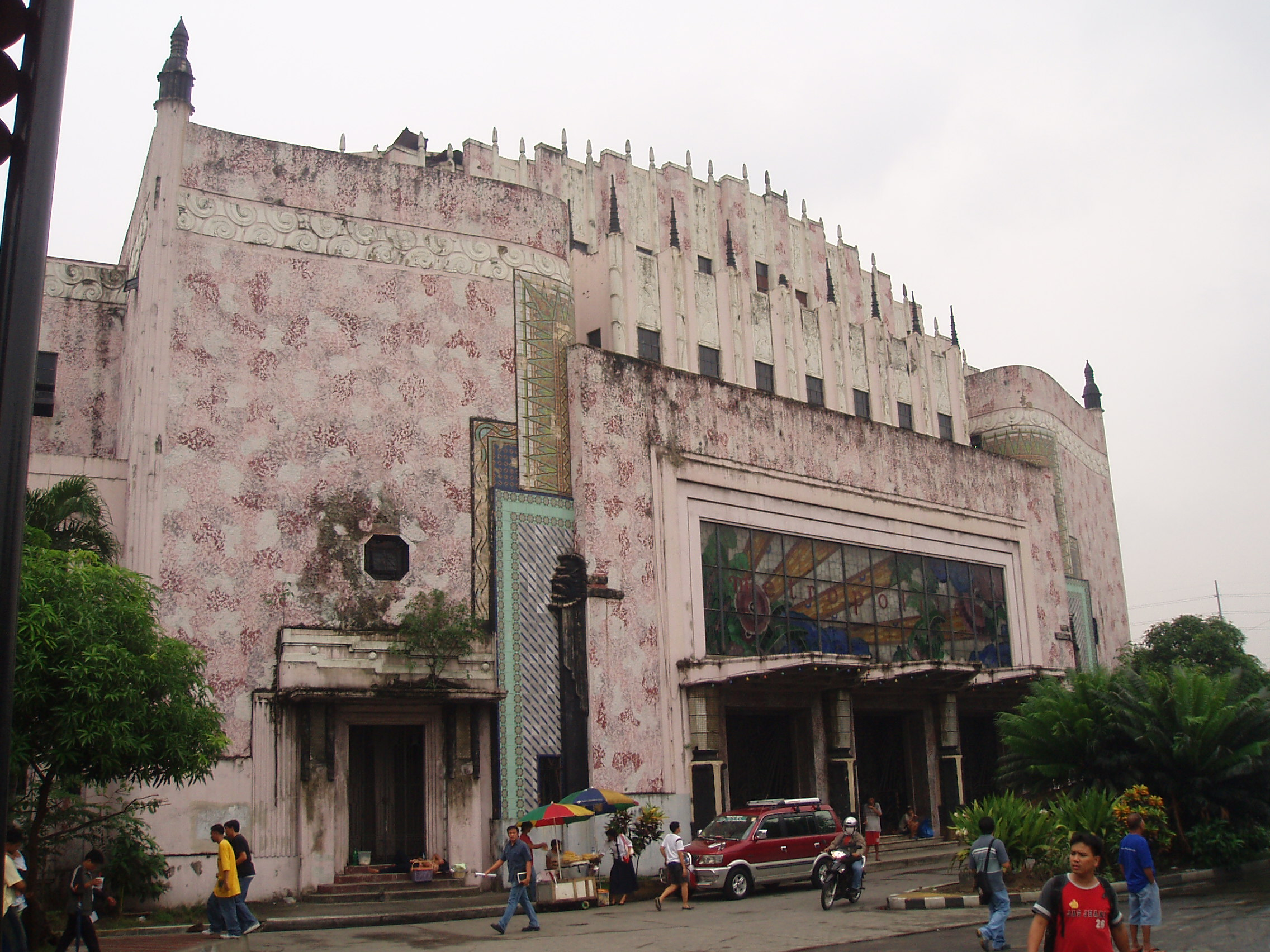
Das Gebäude des Manila Metropolitan Theaters

Das Manila Metropolitan Theater, auch Met (deutsch: Theater der Stadtregion Manila) befindet sich im Stadtteil Ermita zwischen der Stadtfestung Intramuros und dem Pasig-River, an der Einmündung des Padre Burgos Drives in die Quezon Avenue in Manila. Es ist das größte Theater im Großraum Metro Manila und der Philippinen. 

## Geschichte
Die Geschichte des Manila Metropolitan Theater geht auf den Anfang der 1920er Jahre zurück, als Manila aufgrund seiner Kulturszene bekannt war und nicht nur als die „Perle Asiens“, sondern auch als das „Mailand Asiens“ galt. Zahlreiche international bekannte Künstler gastierten zu dieser Zeit in Manila. 1924 wurde das Manila Metropolitan Theater gegründet, jedoch hatte das Ensemble kein adäquates Theaterhaus und fand im Gabaldon Schulhaus im Mehan Garden ihr erstes Zuhause. So suchte der amerikanische Stadtplaner Manilas Daniel Burnham einen architektonischen Entwurf, der dem Anspruch gerecht werden konnte, und fand ihn im Entwurf des philippinischen Architekten Juan Arellano. Der architektonische Entwurf sah ein Gebäude im Stil des Art déco vor, das ca. 1.700 Besuchern Platz bieten sollte. Über dem Haupteingang wurde es mit Glasmalereien dekoriert. Die Fassade hat zahlreiche verspielte Elemente wie die zahlreichen kleineren Minarette und eine Aussichtsplattform ist auf dem Dach installiert worden. Das Met wurde 1931 eingeweiht, aber bereits 1945 wurde das Gebäude während der Schlacht um Manila zerstört. Ein Wiederaufbau des Gebäudes erfolgte erst in den 1970er Jahren mit Unterstützung von Imelda Marcos; das Met konnte 1978 wiedereröffnet werden. Anfang des 21. Jahrhunderts waren jedoch nur spärliche Mittel für den Betrieb des Hauses vorhanden, bis die damalige Präsidentin Gloria Macapagal-Arroyo dem Betreiber des Hauses, der National Commission on Culture and the Arts (NCCA) 50 Mio. Peso bereitstellte, um die Renovierung und den Betrieb des Hauses zu finanzieren.